# Каланка (геология)
Каланка (фр. calanque от окс. calanca — «небольшая бухта», «бухточка») — бухточка или узкий залив, сухая долина, образованные совместным действием коррозии и нормальной эрозии в известняках и частично затопленные водой при эвстатическом поднятии уровня моря. Напоминают фьорды в Норвегии. Каланки находятся в западной части Средиземноморья, на юго-востоке Франции, в окрестностях Марселя, Тулона и на Корсике (каланки Пьяны).
Каланки Марселя находятся в дикой гористой прибрежной области в курортной зоне, юго-восточнее Марселя. Марсельские каланки представляют собой сосредоточение живописных пейзажей и являются излюбленным местом активного отдыха марсельцев. Марсельские каланки тянутся до Марселя от Кассиса. В ближайшей к Марселю каланке находится Марсельский университет. С 2012 года часть массива Каланк (Пюже) между Марселем и Кассисом стала Национальным парком «Каланк». В каланке Моржу находится пещера Коске, известная своей наскальной живописью.